# バイ・バイ・ベイビー
「バイ・バイ・ベイビー」（Bye Bye Baby (Baby Goodbye)）は、フォー・シーズンズが1965年に発表したシングル。当初の邦題は「バイ・バイ・ベビー・グッドバイ」だった。

## 解説
フォー・シーズンズのプロデューサーであるボブ・クルーとメンバーでありクルーと共同プロデュースも手がけていたボブ・ゴーディオの作詞・作曲。デビュー当時のドゥー・ワップ・スタイルからバラード調への転向を試みた曲であり、全米12位とヒットした。

## ベイ・シティ・ローラーズによるカバー
1975年に発売されたベイ・シティ・ローラーズのカバー・バージョンは、ロックン・ロール調にアレンジし直され、全英1位を6週連続で獲得する大ヒットとなった。これをきっかけに、いわゆる「タータン・ハリケーン」が世界的に巻き起こり、後記の郷ひろみのカバーを生み出すことになる。

## 郷ひろみによるカバー
「バイ・バイ・ベイビー」は、 1975年12月21日に発売された郷ひろみ15作目のシングル。

### 収録曲
全曲　編曲：穂口雄右
1. バイ・バイ・ベイビー
作詞・作曲：ボブ・クルー、ボブ・ゴーディオ
日本語詞：安井かずみ
2. 夢みる頃をすぎて
作詞：林あきら／作曲：穂口雄右

## K・chaps!によるカバー
1990年4月25日発売。K・chaps!（六代目いいとも青年隊）3枚目のシングルである。フジテレビ系テレビアニメ『まじかるハット』二代目エンディングテーマとして使用。

### 収録曲
1. By By Baby
  - 作詞・作曲：Bob Crewe & Gaudio／訳詞：谷穂ちろる／編曲：船山基紀
2. K-chaps!Cham

## その他のカバー
- EPOが1983年発売のアルバム『VITAMIN E・P・O』でカバーした。
- Winkが1988年発売のアルバム『Moonlight Serenade』でカバーした。